# عبد المحسن العطيشان
عبد المحسن بن محمد العطيشان هو محافظ حفر الباطن منذ 1432 هـ وحتى 1440 هـ.

## مناصبه الحكومية
تقلّد عبد المحسن العطيشان بالعديد من المناصب, أولها كان مفتشاً بوزارة الصحة ثم وكيلاً لمدينة الخفجي ثم محافظاً للقرية العليا.

### محافظة الجبيل
بعد ذلك كان محافظاً للجبيل منذ 1421 وحتى 1432.

### محافظة حفر الباطن
بعد ذلك صدرت توجيهات من وزير الداخلية بتعيينه محافظاً لحفر الباطن على أن يباشر عمله في 16 ذو الحجة ،1432 هـ.